# کارمای غربی
«کارمای غربی» تک‌آهنگی از هنرمند اهل ایتالیا فرانچسکو گابانی است که در سال ۲۰۱۷ میلادی منتشر شد. این ترانه نماینده ایتالیا در یوروویژن ۲۰۱۷‌ بود که به رتبه ششم رسید.
این تک‌آهنگ در چارت‌های ایتالیا در رتبه اول قرار گرفت.